# Cúp bóng đá châu Á 2011 (Bảng C)
Bảng C của Cúp bóng đá châu Á 2011 là một trong bốn bảng của các quốc gia đang thi đấu tại Cúp bóng đá châu Á 2011. Trận đầu tiên của bảng này được diễn ra vào ngày 10 tháng 1 và trận cuối cùng được diễn ra vào ngày 18 tháng 1. Tất cả 6 trận đấu của bảng được diễn ra tại các địa điểm ở Doha, Qatar. Bảng này bao gồm Úc, Hàn Quốc, Ấn Độ (vô địch Cúp Challenge AFC 2008) và Bahrain.

## Bảng xếp hạng
| VT | Đội      | ST | T | H | B | BT | BB | HS  | Đ | Giành quyền tham dự                     |
| -- | -------- | -- | - | - | - | -- | -- | --- | - | --------------------------------------- |
| 1  | Úc       | 3  | 2 | 1 | 0 | 6  | 1  | +5  | 7 | Giành quyền vào vòng đấu loại trực tiếp |
| 2  | Hàn Quốc | 3  | 2 | 1 | 0 | 7  | 3  | +4  | 7 | Giành quyền vào vòng đấu loại trực tiếp |
| 3  | Bahrain  | 3  | 1 | 0 | 2 | 6  | 5  | +1  | 3 |                                         |
| 4  | Ấn Độ    | 3  | 0 | 0 | 3 | 3  | 13 | −10 | 0 |                                         |

Tất cả thời gian là UTC+3.

## Ấn Độ vs Úc
| Ấn Độ | 0–4      | Úc                                          |
| ----- | -------- | ------------------------------------------- |
|       | Chi tiết | Cahill 11', 65' · Kewell 25' · Holman 45+2' |

| Ấn Độ | Úc |

| GK               | 1  | Subrata Pal         |  |     |
| RB               | 17 | Surkumar Singh      |  |     |
| CB               | 19 | Gouramangi Singh    |  |     |
| CB               | 5  | Anwar Ali           |  |     |
| LB               | 12 | Deepak Mondal       |  |     |
| CM               | 20 | Climax Lawrence (c) |  |     |
| CM               | 7  | Pappachen Pradeep   |  | 61' |
| RW               | 23 | Steven Dias         |  | 79' |
| LW               | 22 | Syed Rahim Nabi     |  |     |
| CF               | 18 | Mohammed Rafi       |  | 63' |
| CF               | 11 | Sunil Chhetri       |  |     |
| Cầu thủ dự bị:   |    |                     |  |     |
| MF               | 16 | Mehrajuddin Wadoo   |  | 61' |
| FW               | 9  | Abhishek Yadav      |  | 63' |
| MF               | 8  | Renedy Singh        |  | 79' |
| Huấn luyện viên: |    |                     |  |     |
| Bob Houghton     |    |                     |  |     |

| GK               | 1  | Mark Schwarzer  |  |     |
| RB               | 8  | Luke Wilkshire  |  |     |
| CB               | 2  | Lucas Neill (c) |  |     |
| CB               | 6  | Saša Ognenovski |  |     |
| LB               | 3  | David Carney    |  |     |
| CM               | 5  | Jason Čulina    |  |     |
| CM               | 15 | Mile Jedinak    |  | 62' |
| RW               | 7  | Brett Emerton   |  | 77' |
| LW               | 14 | Brett Holman    |  |     |
| CF               | 10 | Harry Kewell    |  | 72' |
| CF               | 4  | Tim Cahill      |  |     |
| Cầu thủ dự bị:   |    |                 |  |     |
| MF               | 17 | Matt McKay      |  | 62' |
| FW               | 9  | Scott McDonald  |  | 72' |
| FW               | 11 | Nathan Burns    |  | 77' |
| Huấn luyện viên: |    |                 |  |     |
| Holger Osieck    |    |                 |  |     |

| Cầu thủ xuất sắc nhất trận: Tim Cahill (Úc) Trợ lý trọng tài: Saleh Al Marzouqi (UAE) Yaser Marad (Kuwait) Trọng tài thứ tư: Mohsen Torky (Iran) |

## Hàn Quốc vs Bahrain
| Hàn Quốc              | 2–1      | Bahrain           |
| --------------------- | -------- | ----------------- |
| Koo Ja-cheol 41', 56' | Chi tiết | Aaish 85' (ph.đ.) |

| Hàn Quốc | Bahrain |

| GK               | 1  | Jung Sung-ryong  |     |     |
| RB               | 22 | Cha Du-ri        |     |     |
| CB               | 5  | Kwak Tae-hwi     | 83' |     |
| CB               | 14 | Lee Jung-soo     | 81' |     |
| LB               | 12 | Lee Young-pyo    |     |     |
| CM               | 16 | Ki Sung-yueng    |     |     |
| CM               | 6  | Lee Yong-rae     |     |     |
| RW               | 17 | Lee Chung-yong   |     |     |
| AM               | 7  | Park Ji-sung (c) |     |     |
| LW               | 13 | Koo Ja-cheol     |     | 78' |
| CF               | 10 | Ji Dong-won      |     | 68' |
| Cầu thủ dự bị:   |    |                  |     |     |
| MF               | 11 | Son Heung-min    | 68' | 85' |
| MF               | 19 | Yeom Ki-hun      |     | 78' |
| DF               | 4  | Cho Yong-hyung   |     | 85' |
| Huấn luyện viên: |    |                  |     |     |
| Cho Kwang-rae    |    |                  |     |     |

| GK               | 1  | Mahmood Abdulla         |     |     |
| RB               | 15 | Abdullah Omar           |     |     |
| CB               | 3  | Abdulla Al Marzooqi     |     |     |
| CB               | 23 | Ebrahim Al Mishkhas (c) |     |     |
| LB               | 2  | Rashed Al Hooti         |     |     |
| CM               | 4  | Abdulla Baba Fatadi     |     |     |
| CM               | 12 | Faouzi Mubarak Aaish    | 54' |     |
| CM               | 17 | Husain Ali Hasan        |     | 11' |
| RW               | 11 | Ismail Abdul-Latif      |     | 79' |
| LW               | 13 | Mahmood Abdulrahman     |     | 69' |
| CF               | 8  | Jaycee Okwunwanne       |     |     |
| Cầu thủ dự bị:   |    |                         |     |     |
| MF               | 7  | Hamad Rakea Al Anezi    |     | 11' |
| DF               | 6  | Abbas Ayyad             |     | 69' |
| FW               | 20 | Abdulla Al-Dakeel       |     | 79' |
| Huấn luyện viên: |    |                         |     |     |
| Salman Sharida   |    |                         |     |     |

| Cầu thủ xuất sắc nhất trận: Koo Ja-cheol (Hàn Quốc) Trợ lý trọng tài: Bakhadyr Kochkarov (UAE) Hamed Al Mayahi (Kyrgyzstan) Trọng tài thứ tư: Alireza Faghani (Iran) |

## Úc vs Hàn Quốc
| Úc          | 1–1      | Hàn Quốc         |
| ----------- | -------- | ---------------- |
| Jedinak 62' | Chi tiết | Koo Ja-cheol 24' |

| Úc | Hàn Quốc |

| GK               | 1  | Mark Schwarzer  |       |     |
| RB               | 8  | Luke Wilkshire  |       | 68' |
| CB               | 2  | Lucas Neill (c) |       |     |
| CB               | 6  | Saša Ognenovski | 43'   |     |
| LB               | 3  | David Carney    |       |     |
| CM               | 5  | Jason Čulina    |       | 46' |
| CM               | 15 | Mile Jedinak    |       |     |
| RW               | 7  | Brett Emerton   | 29'   |     |
| AM               | 10 | Harry Kewell    |       |     |
| LW               | 14 | Brett Holman    |       | 89' |
| CF               | 4  | Tim Cahill      | 90+3' |     |
| Cầu thủ dự bị:   |    |                 |       |     |
| MF               | 16 | Carl Valeri     |       | 46' |
| DF               | 13 | Jade North      |       | 68' |
| MF               | 17 | Matt McKay      |       | 89' |
| Huấn luyện viên: |    |                 |       |     |
| Holger Osieck    |    |                 |       |     |

| GK               | 1  | Jung Sung-ryong  |     |     |     |
| RB               | 22 | Cha Du-ri        | 22' |     |     |
| CB               | 14 | Lee Jung-soo     |     |     |     |
| CB               | 3  | Hwang Jae-won    |     |     |     |
| LB               | 12 | Lee Young-pyo    |     |     |     |
| CM               | 16 | Ki Sung-yueng    | 35' |     |     |
| CM               | 6  | Lee Yong-rae     |     |     |     |
| RW               | 17 | Lee Chung-yong   |     |     |     |
| AM               | 7  | Park Ji-sung (c) |     |     |     |
| LW               | 13 | Koo Ja-cheol     |     | 67' |     |
| CF               | 10 | Ji Dong-won      |     | 67' |     |
| Cầu thủ dự bị:   |    |                  |     |     |     |
| MF               | 19 | Yeom Ki-hun      |     | 67' |     |
| FW               | 9  | Yoo Byung-soo    |     | 67' | 90' |
| MF               | 8  | Yoon Bit-garam   |     | 90' |     |
| Huấn luyện viên: |    |                  |     |     |     |
| Cho Kwang-rae    |    |                  |     |     |     |

| Cầu thủ xuất sắc nhất trận: Park Ji-sung (Hàn Quốc) Trợ lý trọng tài: Mohammad Dharman (Qatar) Hassan Al Thawadi (Qatar) Trọng tài thứ tư: Abdullah Balideh (Qatar) |

## Bahrain vs Ấn Độ
| Bahrain                                           | 5–2      | Ấn Độ                     |
| ------------------------------------------------- | -------- | ------------------------- |
| Aaish 8' (ph.đ.) · Abdul-Latif 16', 19', 35', 77' | Chi tiết | G. Singh 9' · Chhetri 52' |

| Bahrain | Ấn Độ |

| GK               | 1  | Mahmood Abdulla      |         |     |
| RB               | 15 | Abdullah Omar        |         |     |
| CB               | 3  | Abdulla Al Marzooqi  |         |     |
| CB               | 23 | Ebrahim Al Mishkhas  |         |     |
| LB               | 14 | Salman Isa (c)       |         |     |
| CM               | 7  | Hamad Rakea Al Anezi |         |     |
| CM               | 20 | Abdulla Al-Dakeel    |         | 67' |
| CM               | 18 | Abdulwahab Ali       |         |     |
| RW               | 11 | Ismail Abdul-Latif   |         | 83' |
| LW               | 12 | Faouzi Mubarak Aaish | 60' 62' |     |
| CF               | 8  | Jaycee Okwunwanne    |         | 78' |
| Cầu thủ dự bị:   |    |                      |         |     |
| FW               | 13 | Mahmood Abdulrahman  |         | 67' |
| MF               | 4  | Abdulla Baba Fatadi  |         | 78' |
| DF               | 16 | Dawood Saad          |         | 83' |
| Huấn luyện viên: |    |                      |         |     |
| Salman Sharida   |    |                      |         |     |

| GK               | 1  | Subrata Pal         |     |     |       |
| RB               | 17 | Surkumar Singh      |     |     |       |
| CB               | 19 | Gouramangi Singh    |     |     |       |
| CB               | 5  | Anwar Ali           |     |     |       |
| LB               | 22 | Syed Rahim Nabi     |     |     |       |
| RM               | 23 | Steven Dias         | 18' |     |       |
| CM               | 20 | Climax Lawrence (c) |     |     |       |
| CM               | 7  | Pappachen Pradeep   |     | 74' |       |
| LM               | 8  | Renedy Singh        |     | 74' |       |
| CF               | 9  | Abhishek Yadav      |     |     |       |
| CF               | 11 | Sunil Chhetri       |     |     |       |
| Cầu thủ dự bị:   |    |                     |     |     |       |
| DF               | 12 | Deepak Mondal       |     | 74' |       |
| MF               | 16 | Mehrajuddin Wadoo   |     | 74' | 90+3' |
| Huấn luyện viên: |    |                     |     |     |       |
| Bob Houghton     |    |                     |     |     |       |

| Cầu thủ xuất sắc nhất trận: Ismaeel Abdullatif (Bahrain) Trợ lý trọng tài: Mu Yuxin (Trung Quốc) Mohd Sabri Bin Mat Daud (Malaysia) Trọng tài thứ tư: Ravshan Irmatov (Uzbekistan) |

## Hàn Quốc vs Ấn Độ
| Hàn Quốc                                                  | 4–1      | Ấn Độ               |
| --------------------------------------------------------- | -------- | ------------------- |
| Ji Dong-won 6', 23' · Koo Ja-cheol 9' · Son Heung-min 81' | Chi tiết | Chhetri 12' (ph.đ.) |

| Hàn Quốc | Ấn Độ |

| GK               | 1  | Jung Sung-ryong  |  |     |
| RB               | 22 | Cha Du-ri        |  | 46' |
| CB               | 3  | Hwang Jae-won    |  |     |
| CB               | 5  | Kwak Tae-hwi     |  |     |
| LB               | 12 | Lee Young-pyo    |  |     |
| CM               | 16 | Ki Sung-yueng    |  | 46' |
| CM               | 6  | Lee Yong-rae     |  |     |
| AM               | 7  | Park Ji-sung (c) |  | 76' |
| RW               | 17 | Lee Chung-yong   |  |     |
| LW               | 13 | Koo Ja-cheol     |  |     |
| CF               | 10 | Ji Dong-won      |  |     |
| Cầu thủ dự bị:   |    |                  |  |     |
| DF               | 2  | Choi Hyo-jin     |  | 46' |
| MF               | 11 | Son Heung-min    |  | 46' |
| MF               | 8  | Yoon Bit-garam   |  | 76' |
| Huấn luyện viên: |    |                  |  |     |
| Cho Kwang-rae    |    |                  |  |     |

| GK               | 1  | Subrata Pal             |     |     |
| RB               | 17 | Irungbam Surkumar Singh |     |     |
| CB               | 19 | Gouramangi Singh        |     |     |
| CB               | 5  | Anwar Ali               |     |     |
| LB               | 8  | Renedy Singh            |     | 5'  |
| RM               | 23 | Steven Dias             |     |     |
| CM               | 20 | Climax Lawrence (c)     |     |     |
| CM               | 7  | Pappachen Pradeep       |     | 56' |
| LM               | 22 | Syed Rahim Nabi         | 66' |     |
| CF               | 11 | Sunil Chhetri           |     |     |
| CF               | 9  | Abhishek Yadav          |     | 78' |
| Cầu thủ dự bị:   |    |                         |     |     |
| DF               | 12 | Deepak Mondal           |     | 5'  |
| MF               | 16 | Mehrajuddin Wadoo       |     | 56' |
| FW               | 15 | Baichung Bhutia         |     | 78' |
| Huấn luyện viên: |    |                         |     |     |
| Bob Houghton     |    |                         |     |     |

| Cầu thủ xuất sắc nhất trận: Koo Ja-cheol (Hàn Quốc) Trợ lý trọng tài: Hassan Kamranifar (Iran) Reza Sokhandan (Iran) Trọng tài thứ tư: Valentin Kovalenko (Uzbekistan) |

## Úc vs Bahrain
| Úc          | 1–0      | Bahrain |
| ----------- | -------- | ------- |
| Jedinak 37' | Chi tiết |         |

| Úc | Bahrain |

| GK               | 1  | Mark Schwarzer  |     |     |
| RB               | 13 | Jade North      |     | 80' |
| CB               | 2  | Lucas Neill (c) |     |     |
| CB               | 6  | Saša Ognenovski |     |     |
| LB               | 17 | Matt McKay      |     |     |
| CM               | 16 | Carl Valeri     |     |     |
| CM               | 15 | Mile Jedinak    |     |     |
| RW               | 7  | Brett Emerton   | 42' |     |
| LW               | 14 | Brett Holman    | 85' |     |
| SS               | 10 | Harry Kewell    |     | 77' |
| CF               | 4  | Tim Cahill      |     | 90' |
| Cầu thủ dự bị:   |    |                 |     |     |
| FW               | 9  | Scott McDonald  |     | 77' |
| MF               | 22 | Neil Kilkenny   |     | 80' |
| FW               | 23 | Robbie Kruse    |     | 90' |
| Huấn luyện viên: |    |                 |     |     |
| Holger Osieck    |    |                 |     |     |

| GK               | 1  | Mahmood Abdulla      |     |     |
| RB               | 15 | Abdullah Omar        |     |     |
| CB               | 3  | Abdulla Al Marzooqi  |     |     |
| CB               | 23 | Ebrahim Al Mishkhas  | 81' |     |
| LB               | 14 | Salman Isa (c)       |     | 90' |
| CM               | 7  | Hamad Rakea Al Anezi |     |     |
| CM               | 13 | Mahmood Abdulrahman  |     | 55' |
| CM               | 18 | Abdulwahab Ali       | 70' |     |
| RW               | 11 | Ismail Abdul-Latif   |     |     |
| LW               | 4  | Abdulla Fatadi       | 65' |     |
| CF               | 8  | Jaycee Okwunwanne    | 29' | 66' |
| Cầu thủ dự bị:   |    |                      |     |     |
| MF               | 2  | Rashed Al Hooti      |     | 55' |
| FW               | 20 | Abdulla Al-Dakeel    |     | 66' |
| MF               | 9  | Abdulwahab Al Malood |     | 90' |
| Huấn luyện viên: |    |                      |     |     |
| Salman Sharida   |    |                      |     |     |

| Cầu thủ xuất sắc nhất trận: Mark Schwarzer (Úc) Trợ lý trọng tài: Sagara Toru (Nhật Bản) Nagi Toshiyuki (Nhật Bản) Trọng tài thứ tư: Mohsen Torky (Iran) |